# 特拉维斯·汉森
特拉维斯·米切尔·汉森（英語：Travis Mitchell Hansen，1978年4月15日—），曾是美国NBA联盟的职业篮球运动员。他在2003年的NBA选秀中第2轮第8顺位被亚特兰大鹰选中。2008年，特拉维斯·汉森加入俄罗斯国籍并长期在俄罗斯联赛中效力。退役后，特拉维斯·汉森创立了人力资源软件公司Eddy，并且担任其CEO。